# HMS Inflexible (1907)
La HMS Inflexible fu un incrociatore da battaglia della Royal Navy, appartenente alla classe Invincible. Prestò servizio nella prima guerra mondiale partecipando alla battaglia delle Falkland, alle operazioni navali nei Dardanelli e alla battaglia dello Jutland; radiata per obsolescenza il 31 marzo 1920, fu avviata alla demolizione nel 1922.

## Storia

### Prima guerra mondiale
Venne varata il 26 giugno 1907 ed entrò in servizio nel 1908, nel periodo antecedente la prima guerra mondiale. Partecipò all'inseguimento della SMS Goeben e della SMS Breslau all'inizio delle ostilità.  L'8 dicembre 1914 partecipò con successo alla Battaglia delle Falkland.
Nel 1915 venne inviata nei Dardanelli per partecipare al tentativo alleato di eliminare l'Impero ottomano dalla guerra. Venne usata per la parte iniziale delle operazioni navali della campagna dei Dardanelli, tra le navi da battaglie britanniche della battaglia decisiva del 18 marzo 1915, dove, alle 4 del mattino, urtò una mina appartenente ad una linea difensiva posata il giorno prima da un posamine turco, il Nusret, a protezione della baia di Eren Köy: l'ordigno provocò un vasto squarcio sul lato di dritta a prua, allagando il locale lanciasiluri dove 39 uomini annegarono; a dispetto delle 1.600 tonnellate di acqua imbarcata, tuttavia, l'unità riuscì a ritirarsi e venne portata ad incagliarsi lungo la costa dell'isola Tenedos. Dopo alcune riparazioni d'emergenza l'unità fu trasferita a Malta, tornando poi in servizio ai primi di giugno quando rientrò nel Regno Unito.